# Bandera de Palau-sator
La bandera de Palau-sator es un símbolo del municipio español de Palau-sator y se describe, según la terminología de la vexilología, por la siguiente descripción:

«Bandera de proporciones 2:3, terciada horizontalmente de amarillo en el primer tercio, fajada ondada de tres piezas blancas y tres azul claro, cada una de media, tres y media crestas, el segundo, y de blanco el tercero, y con un palo rojo en el borde del asta, de grueso 1/4 de la largura del paño, cargado, en el centro, del palacio donjonado amarillo de puerta y ventanas rojas del escudo, de altura 13/44 de la del paño y anchura 11/72 de la largura del mismo paño.»

## Diseño
La composición de la bandera está formada sobre un paño o tela, rectangular de proporciones 2 de ancho o altura, siendo la parte que toca al asta y 3 de longitud o largo, que es la parte que vuela o el batiente. Esta es la forma que adoptada por la administración de Cataluña en sus especificaciones para el diseño oficial de las banderas de las entidades locales. Está dividida en tres secciones horizontales iguales (terciada horizontalmente) la de arriba de color amarillo, la del medio con 6 franjas horizontales ondadas ( fajada ondada de tres piezas) de color blanco y azul claro alternados y la de abajo de color blanco. En la parte del asta hay una franja vertical (palo) de color rojo de una cuarta parte del largo de la bandera. El palo tiene en el centro, un palacio con una torre encima (donjonado) de color amarillo, con puertas y ventanas del color del fondo.

## Historia
El ayuntamiento aprobó la antigua bandera oficial el 18 de noviembre de 1998 y publicada en el DOGC el 28 de diciembre del mismo año con el número 2794 y con la siguiente descripción:

«Bandera de proporciones 2:3, de proporciones dos de alto por tres de largo, roja, con un palacio donjonado amarillo, de altura 4/6 de la del paño, y anchura 3/9 de la largura del mismo paño.»

Representación heráldica del escudo de armas de Palau-sator.

La bandera fue modificada mediante una resolución de fecha 30 de junio de 2009, y publicada el 14 de julio del mismo año en el DOGC número 5420 adoptando la configuración actual. El cambio se produjo después de la modificación del antiguo escudo por el nuevo y por el mismo motivo, ya que la antigua bandera y escudo no representaban a todas las localidades del municipio. Las cuatro partes de la bandera, representan los cuatro núcleos de población de Palau-sator a través de la incorporación de figuras que se basan en los colores o esmaltes del nuevo escudo municipal.
El palo rojo con el palacio donjonado, representa a la cabecera municipal, la localidad de Palau-sator, la faja amarilla representa a Sant Julià de Boada, representado en el escudo por un buey de oro, las fajas ondadas representan a Fontclara, representada en el nuevo escudo por una fuente heráldica y la faja blanca, representa a Sant Feliu de Boada, representada en el escudo por una muela de plata.